# ناقلة أدينيليل عديد النوكليوتيد
ناقلة أدينيليل عديد النوكليوتيد أو بوليميراز عديد الأدينيلات (بالإنجليزية: Polynucleotide adenylyltransferase)‏ (بالإنجليزية: Polyadenylate polymerase)‏ (PAP) هو إنزيم يحفز التفاعل الكيميائي:
```
 
ATP
 + RNA-3'OH ⇌ 
بيروفوسفات
 + RNApA-3'OH
```

وهذا يعني أن ركيزتاه هما الـATP والنهاية 3' لجزيئة رنا، وينتج عن التفاعل جزيئية بيروفوسفات ورنا يحتوي على نوكليوتيدة أدينين إضافية في النهاية 3'.

## الوظيفة
هذا الإنزيم مسؤول على إضافة ذيل عديد الأدينيلات 3' إلى رنا رسول أولي حديث التخليق أثناء عملية نسخ الجين، ويتواجد الإنزيم البشري منه داخل النواة وكذلك في العصارة الخلوية. هذا البروتين هو الإضافة الأخيرة إلى معقد بروتيني كبير يحتوي مركبين بروتينين أصغر يعرفان بعامل متخصص بالقص وعديد الأدينيلات (CPSF) وعامل إثارة القص (CtSF) وارتباطه بهما ضروري لقص النهاية 3' للرنا قبل الرسول. بعد قص المنطقة المؤشِّرة التي تدير عملية تجميع المركب، يضيف بوليميراز عديد الأدينيلات (PAP) ذيل عديد الأدنين إلى النهاية الجيدة 3'.
معدل إضافة الـPAP لنوكليوتيدات الأدينين يعتمد على تواجد بروتين منظِّم آخر يسمى PABPII (البروتين المرتبط بعديد الأدينين 2). يضيف الـPAP النوكليوتيدات الأولى بشكل بطيء جدا ثم يرتبط بعد ذلك الإنزيم PABPII بذيل عديد الأدينيلات القصير ويقوم بتسريع معدل إضافة نوكليوتيدات الأدينين. طول الذيل النهائي يكون حوالي 200-250 نوكليوتيدة.

## تنظيم
نشاط الإنزيم PAP يُنظَّم بواسطة الفسفرة بعامل تحفيز الانقسام المنصف وارتباط بروتينات أخرى، بشكل خاص CPSF وFIP1. يعتبر هذا النوع من التنظيم منهجا في التنظيم غير المحدَّد للتعبير الجيني. تؤدي الفسفرة الحادة لإنزيمات PAP بواسطة العوامل المحفزة للانقسام المنصف إلى إيقاف الترجمة في الطور التالي 2 من الانقسام المنصف. من جهة أخرى بروتين Vpr الخاص بفيروس العوز المناعي البشري يقوم بإزالة فسفسرة PAP وهذا يقود إلى زيادة في ترجمة بروتينات الفيروس.

## الأسماء
ينمتي الإنزيم إلى عائلة الإنزيمات الناقلة، وبشكل خاص تلك التي تنقل النوكليوتيدات التي تحتوي على مجموعات فوسفور (ناقلة النوكليوتيديل). الاسم النظامي (المنهجي) لصنف هذا الإنزيم هو ATP:ناقلة أدينيليل عديد النوكليوتيد
من الأسماء الشائعة الأخرى:
- بوليميراز عديد (A)
- مخلقة عديد (A)
- بوليميراز عديد الأدينيلات
- مخلقة عديد الأدينيلات
- هيدرولاز عديد (A)
- ناقلة نوكليوتيديل عديد الأدينيلات
- بوليميراز حمض عديد الأدينيليك
- بوليميراز عديد الأدينيليك
- ناقلة أدينيلات ريبوزية طرفية
- الناقلة الخارجية لعديد نوكليوتيديل الـAMP
- ATP-ناقلة أدينيليل عديد النوكليوتيد
- ATP:ناقلة أدينيليل عديد النوكليوتيد
- بوليميرازNTP
- الإنزيم المؤدنن للرنا
- PF1
- أدينوسين ثلاثي الفوسفات:ناقلة أدينيليل حمض نووي ريبوزي